# Cmentarz żydowski w Grybowie
Cmentarz żydowski w Grybowie – kirkut mieszczący się na zalesionym pagórku na terenie Siołkowej, na zachód od grybowskiego rynku. Powstał w drugiej połowie XVIII wieku. Ma powierzchnię 0,35 ha. 

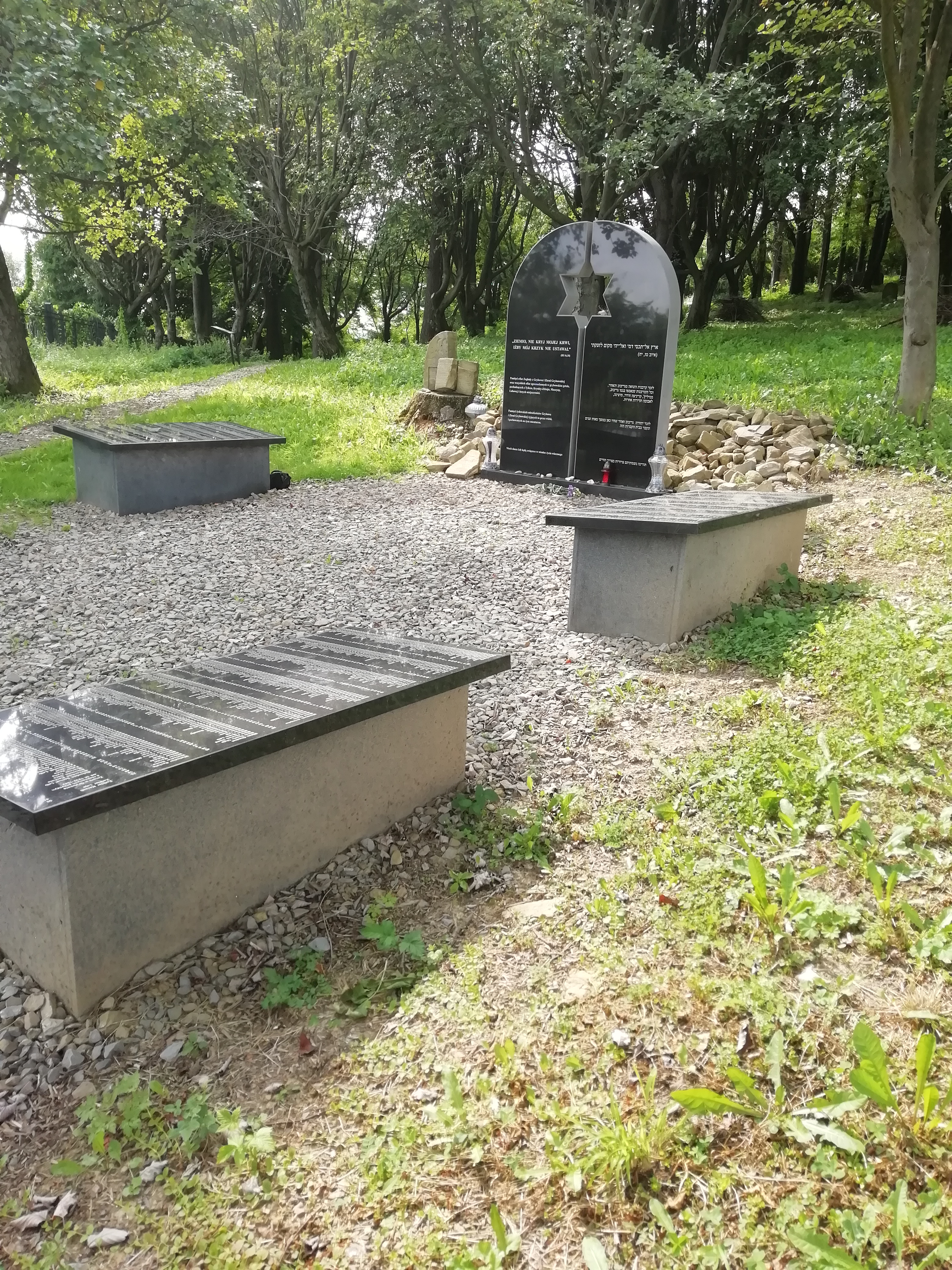
Pomnik na cmentarzu upamiętniający zagładę Żydów

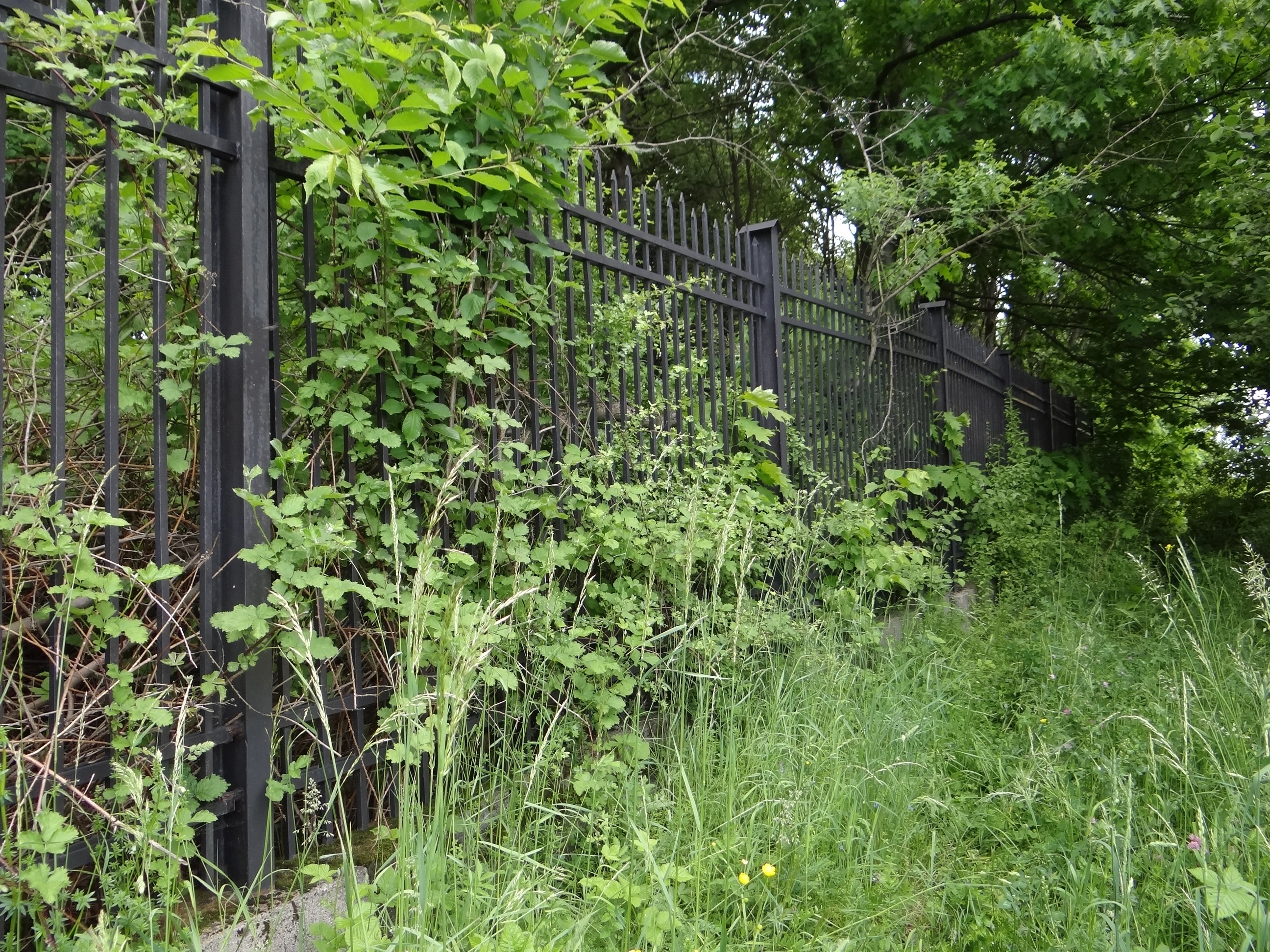
Fragment ogrodzenia cmentarza (2015)

Zachowało się na nim około 50 macew pochodzących z XIX i XX wieku. Większość z nich jest zniszczona, jednak kilka zachowało się w doskonałym stanie. Niektóre posiadają napisy w językach polskim i hebrajskim. W czasie okupacji Niemcy zdewastowali cmentarz. Dokonywali również na nim egzekucji grybowskich Żydów. Po wojnie macewy używane były jako materiał budowlany. Po II wojnie światowej był zaniedbany i w fatalnym stanie. W 2019 uporządkowano cmentarz i odsłonięto pomnik upamiętniający zagładę Żydów z 1942 roku.
Na cmentarzu znajduje się kwatera, w której pochowano 7 żołnierzy austro-węgierskich wyznania mojżeszowego. Jest częścią austriackiego cmentarza wojennego nr 130 z okresu I wojny światowej. Było w niej siedem macew, pozostały cztery.